# Janusz Korczak
Janusz Korczak [Janʊʃ Kɔrtʃak]IPA (vlastním jménem Henryk Goldszmit, 22. července 1878, Varšava – 7. srpna 1942, vyhlazovací tábor Treblinka) byl polský židovský autor literatury pro děti, pediatr, pedagog a publicista, známý také pod přezdívkami Pan Doktor nebo Starý Doktor. Od roku 1912 vedl židovský sirotčinec ve Varšavě, o který se staral i během druhé světové války, kdy se musel s dětmi přesunout do varšavského ghetta. Když německé úřady počátkem srpna 1942 nařídily transport dětí do vyhlazovacího tábora Treblinka, Korczak se rozhodl, že půjde s nimi, přestože nemusel. V Treblince byli všichni zavražděni v plynových komorách.

## Život před druhou světovou válkou
Narodil se v roce 1878 (některé zdroje uvádí rok 1879) ve Varšavě v Kongresovém Polsku jako Henryk Goldszmit do sekulární židovské rodiny Józefa Goldszmita (1844–1896) a Cecylie, rozené Gębické (cca 1854–1920). Jeho otec byl uznávaným právníkem, pocházejícím z rodiny zastánců židovského osvíceneckého hnutí haskala z Lublinu, zatímco matka se narodila do prominentní židovské rodiny z Kališe. Rodina se v rámci Varšavy často stěhovala. V osmi letech nastoupil ke studiu na základní škole Augustyna Szmurła, po níž pokračoval na střední škole Gimnazjum Praskie. Výuka probíhala v ruštině a s výjimkou literatury, které věnoval veškerý svůj volný čas, školu neměl rád (jeden ročník dokonce opakoval). Zhruba ve dvanácti letech mu otec ochořel a byl umístěn do ústavu pro duševně choré, kde v dubnu 1896 zemřel. Mladý Goldszmit si tak musel začít přivydělávat doučováním studentů, aby finančně podpořil matku a sestru Annu.

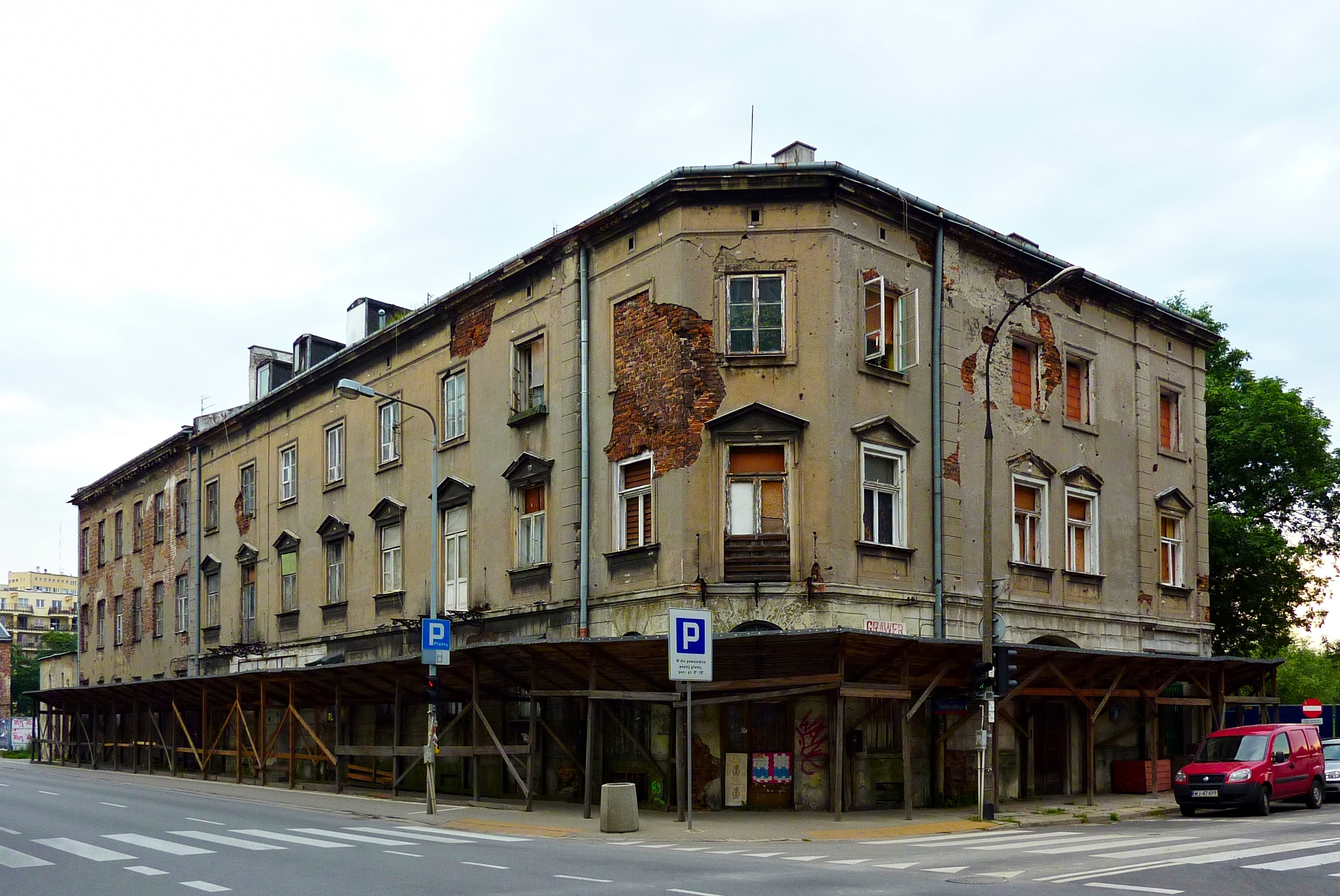
Budova někdejší střední školy Gimnazjum Praskie, kde Korczak studoval

Roku 1896 literárně debutoval v satirickém týdeníku Kolce. O dva roky později úspěšně zakončil středoškolská studia a zároveň poprvé použil svůj literární pseudonym Janusz Korczak (došlo k tomu v Paderewského literární soutěži). V roce 1898 rovněž nastoupil na lékařskou fakultu Carské univerzity ve Varšavě (polsky Uniwersytet Cesarski, dnes známá jako Varšavská univerzita), kde mimo jiné studoval anatomii a bakteriologii u Edwarda Przewoského, zoologii u Nikołaje Nasonowa a psychiatrii u Alexandra Szczerbaka. V roce 1899 se poprvé setkal se sionismem během světového sionistického kongresu ve švýcarské Basileji. Téhož roku byl krátce zatčen ruskými úřady; buď pro aktivity ve varšavském charitativním spolku či pro napojení na stávkující studenty Carské univerzity. Během studií byl literárně činný; přispíval články a recenzemi do týdeníku Kolce a řady dalších periodik, a v roce 1901 vydal svůj první román s názvem Děti ulice (Dzieci ulicy). V devadesátých letech 19. století zároveň studoval na tzv. Létající univerzitě (Uniwersytet Latający), kde jej učil mimo jiné Waclaw Nałkowski. Studia medicíny dokončil po šesti letech v roce 1904 (jeden ročník musel opakovat). V závěru studií začal jezdit jako vychovatel na letní dětské tábory. Tuto zkušenost později zúročil jednak ve své pedagogické praxi, a posloužila mu jako základ pro jeho dvě knížky Mośki, Joski i Srule (1910) a
Józki, Jaśki i Franki (1911).
V březnu 1905 získal doktorát a nastoupil do Bersohnsovy a Baumansovy dětské nemocnice ve Varšavě. Po vypuknutí rusko-japonské války byl v červnu 1905 odveden do ruské armády a odvelen na Dálný východ, kde do března 1906 sloužil jako vojenský lékař. V roce 1906 vydal knihu Dítě z přijímacího pokoje (Dziecko salonu), za níž se mu dostalo literárního uznání a stal se vyhledávaným pediatrem. Po válce se vrátil k lékařské praxi. Aby si rozšířil své lékařské znalosti, odjel v roce 1907 na vlastní náklady na roční studijní pobyt do Berlína a v roce 1910 na půlroční studijní pobyt do Paříže, kde se věnoval pediatrii a pedagogice. V roce 1910 nebo 1911 odcestoval za obdobným účelem na několik měsíců do Londýna, kde navštěvoval nemocnice a dětské domovy. Tehdy se rozhodl, že si nepořídí vlastní rodinu, a svůj život zasvětí práci s dětmi. Zároveň se však domníval, že rodina je nejlepším místem pro výchovu dítěte. Paralelně až do roku 1912 pracoval v již zmíněné dětské nemocnici a zároveň provozoval soukromou lékařskou praxi, kde bezplatně ošetřoval chudé, zatímco od bohatých pacientů požadoval poplatek za ošetření.

### Práce sdětmi

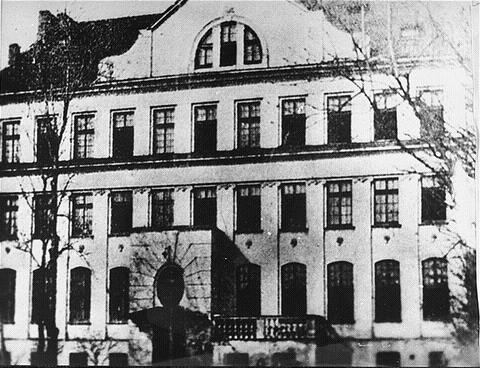
Dům sirotků v Krochmalné ulici, kde Korczak působil; sám žil v podkrovní světnici

V roce 1912 opustil nemocnici a stal se ředitelem varšavského židovského sirotčince Dům sirotků (polsky Dom Sierot). Zde pracoval se Stefanií Wilczyńskou, s níž se seznámil v roce 1909 ve Výboru pro sirotky, a která se stala jeho nejbližší spolupracovnicí. V dětském domově Korczak aplikoval jím rozvinuté pedagogické postupy – vytvořil do jisté míry autonomní dětskou společnost s vlastními institucemi (děti měly svůj parlament, soud či noviny), přidělenými povinnostmi a prací, která „podporovala pořádek, aktivní účast a péči dětí o děti.“ Byl zastáncem dětské emancipace a zasazoval se o respektování dětských práv. Chtěl pro děti zorganizovat společnost, založenou na principech spravedlnosti, rovnosti a odpovědnosti. V dětech podporoval nezávislost a pečlivě dokumentoval jejich psycho-fyzický a sociální vývoj. Inspiroval se zejména švýcarským pedagogem Johannem Pestalozzim (jeho práci a pedagogické postupy odjel v létě 1899 studovat do Švýcarska) a německým pedagogem Friedrichem Fröbelem.
K roku 1914 byl členem či příznivcem řady veřejných spolků a sdružení, mimo jiné Varšavské hygienické společnosti (Warszawskiego Towarzystwa Higienicznego), Společnosti pro studium dětí (Towarzystwa Badań nad Dzieckiem), Varšavské lékařské společnosti (Warszawskiego Towarzystwa Lekarskiego) či Společnosti pro polskou kulturu (Towarzystwa Kultury Polskiej). V témže roce byl po vypuknutí první světové války odveden do ruské armády jako vojenský lékař v hodnosti nadporučíka. Původně sloužil na pozici velitele oddělení polní nemocnice v týlu ukrajinské fronty, v roce 1917 byl po prodělání nemoci převelen do Kyjeva, kde pracoval coby lékař v útočišti pro děti. Zde se seznámil s polskou zdravotní sestrou Marynou Falskou, s níž po návratu do Polska spolupracoval. Během války sepsal několik knih o výchově dětí. Do Varšavy se vrátil v polovině roku 1918 v hodnosti kapitána.

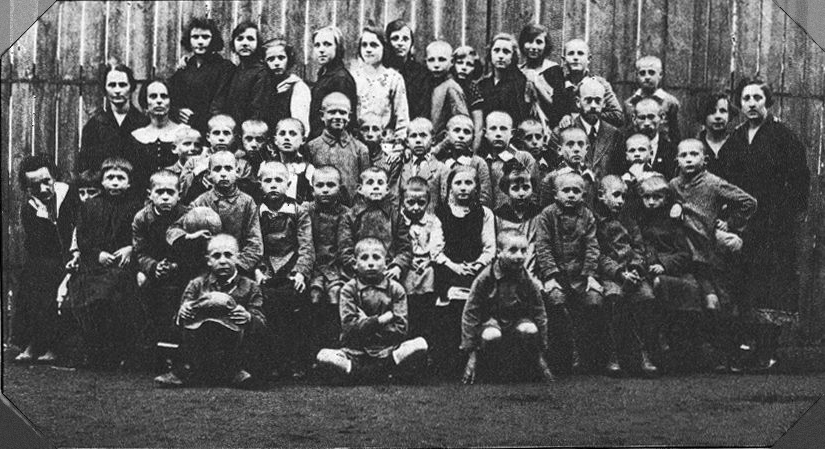
Korczak a Falska s dětmi ze sirotčince Náš domov, cca 1920–1928

Koncem roku 1919 začal spolupracovat s nově otevřeným dětským domovem pro křesťanské sirotky Náš domov (Nasz Dom) vedeným Marynou Falskou, který navštěvoval jako lékař a pedagog. V průběhu polsko-sovětské války v letech 1919–1921 sloužil v polské armádě coby vojenský lékař v hodnosti majora ve vojenských nemocnicích v Lodži a Varšavě. Během své služby se nakazil tyfem. Jeho matka, která se o něj následně starala, se nemocí rovněž infikovala, a na její následky záhy zemřela, v důsledku čehož se Korczak nervově zhroutil. V roce 1926 inicioval vydávání experimentálního dětského týdeníku Mały Przegląd, tvořeného dětmi ze sirotčince pro ostatní děti, který vycházel jako příloha polského židovského sionisticky orientovaného periodika Nasz Przegląd. První vydání vyšlo říjnu téhož roku. Sám působil coby šéfredaktor této dětské přílohy do roku 1930, kdy jej vystřídal jeho někdejší tajemník Igor Newerly. Celý projekt byl založen na myšlence, že děti by měly psát pro děti. Ve 20. letech podporoval Židovský národní fond, který vykupoval půdu v britské mandátní Palestině pro židovské osídlení, a v roce 1929 se stal zástupcem člena polské sekce Židovské agentury. Počátkem 30. let náležel ke svobodným zednářům. V roce 1933 mu byl udělen Řád znovuzrozeného Polska. V letech 1935 až 1936 a 1938 až 1939 měl vlastní rozhlasový pořad, v němž podporoval a popularizoval dětská práva, kde vystupoval pod jménem Starý Doktor. V souvislosti s evropskou politickou a ekonomickou krizí, která mimo jiné vedla ke vzestupu nacismu, se Korczak začal více pohybovat v sionistických kruzích (zajímal se zejména o kibucová hnutí v mandátní Palestině a mládežnickou organizaci he-Chaluc). V letech 1934 a 1936 mandátní Palestinu navštívil a v tamních kibucech sledoval pedagogickou praxi při výchově dětí. Jeho cesty jej ovlivnily natolik, že dospěl k přesvědčení, že by se všichni Židé měli přestěhovat do Palestiny.

## Druhá světová válka

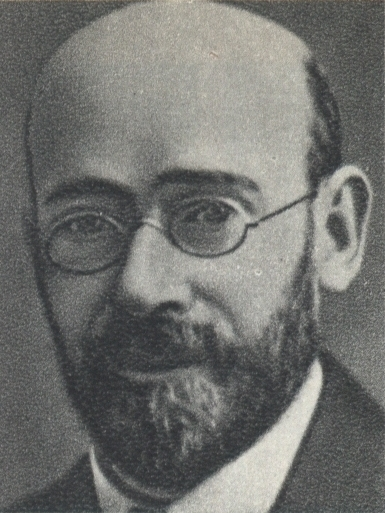
Korczak, neznámé datum

Když v září 1939 vypukla druhá světová válka, přihlásil se jako dobrovolník do Polské armády, ale byl pro svůj věk odmítnut (v té době mu bylo 61 let). V témže měsíci naposledy promluvil v rozhlasovém vysílání, v němž na Poláky apeloval, aby zůstali klidní. Od začátku německé okupace se snažil získat podporu pro svůj dětský domov. Přátelé a kolegové jej naopak přesvědčovali, aby opustil Polsko a Evropu, avšak on všechny tyto návrhy odmítal. Na jeden podobný odvětil: „Ty bys neopustil své vlastní dítě v nemoci, neštěstí nebo nebezpečí, že? Tak jak bych mohl opustit dvě stě dětí?“. Na podzim 1940 byl po zřízení varšavského ghetta německou okupační správou donucen přestěhovat svůj židovský sirotčinec z domu v ulici Krochmalna č. 92 do ghetta, a to nejprve do domu Chłodna č. 33, a posléze do domů v ulicích Sienna č. 16 a Śliska č. 9. Ani jeden z těchto objektů nedisponoval tekoucí vodou či ústředním topením. Zároveň byl krátce zatčen za nenošení pásky na ruku s Davidovou hvězdou, kterou museli Židé povinně nosit.

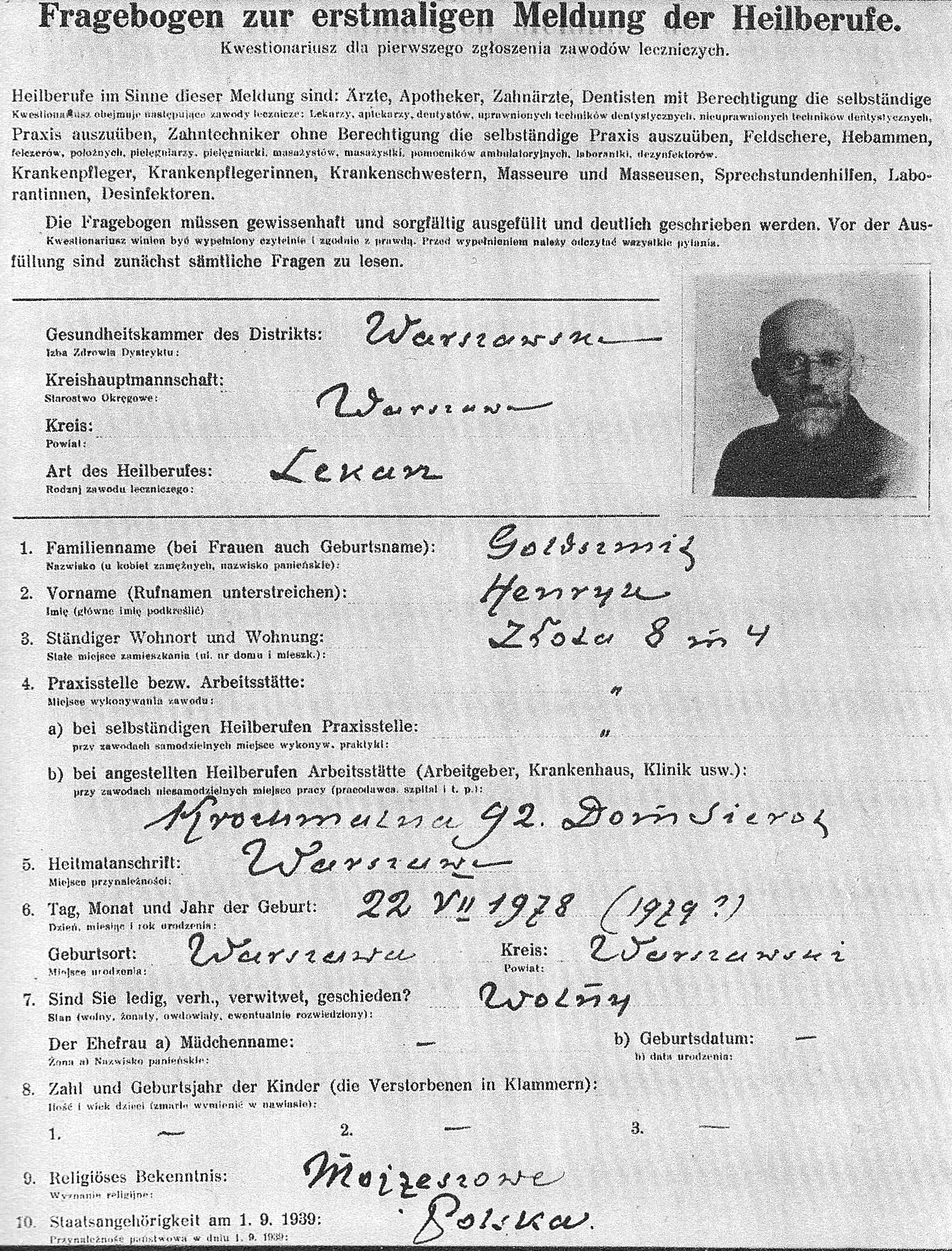
Korczakova evidenční karta v rámci povinné registrace lékařů, nařízené německou okupační správou, 1940

Mezi hlavní problémy ghetta patřil nedostatek potravin a epidemie infekčních onemocnění. Zásobování potravinami bylo nedostatečné a i přes riskantní pašování dalších potravin z oblastí mimo ghetto (z tzv. „árijské“ části města) lidé umírali na hladomor. V roce 1941 v ghettu propukla epidemie tyfu, která decimovala místní obyvatelstvo. Před zahájením deportací z ghetta v létě 1942, zahynulo na následky hladomoru a epidemií na 83 tisíc Židů. Smrt se nevyhýbala ani dětem a zároveň v důsledku smrti rodičů nebo příbuzných rapidně přibývalo sirotků. Každou chvíli se u dveří sirotčince objevilo nemluvně nebo dítě s žádostí o jídlo a útočiště a personál podle Korczakových instrukcí všechny přijímal, navzdory faktu, že měl nedostatek potravin a místa už pro stávající děti.
Počátkem roku 1942 převzal vedení útočiště pro sirotky v ulici Dzielna 39, který byl v kritickém stavu. V květnu téhož roku si začal vést deník, v němž zaznamenával život v ghettu. Otevřel rovněž nemocnici a hospic určené dětem žijícím na ulici, a pro podporu projektů pro děti se s prosbou o podporu neváhal obrátit ani na židovské kolaboranty. Zároveň udržoval úzkou spolupráci s židovským odbojem (mimo jiné s Emanuelem Ringelblumem, Cvijou Lubetkinovou nebo Jicchakem Zuckermanem).

### Deportace a smrt
Koncem července 1942 zahájily německé úřady tajnou operaci Großaktion Warschau, jejímž cílem byla likvidace Židů z varšavského ghetta ve vyhlazovacích táborech. Každý den vyjížděl transport s 6 tisíci Židy, bez ohledu na pohlaví a věk. První z nich vyrazil 22. července 1942 a směřoval do nově zřízeného vyhlazovacího tábora Treblinka, nacházejícího se asi sto kilometrů severovýchodně od Varšavy.
Dne 5. nebo 6. srpna 1942 obklíčili sirotčinec příslušníci SS. Němečtí vojáci následně Korczakovi oznámili, že sirotčinec bude zlikvidován a že jeho personál a děti eskortují na náměstí Umschlagplatz, odkud z ghetta odjížděly vlakové transporty. Celkem shromáždili 192 sirotků (některé zdroje uvádí číslo 196) a asi 12 pracovníků sirotčince. Żegota, podzemní organizace polské exilové vlády, která měla v ghettu své zástupce, Korczakovi nabídla útočiště v části Varšavy nacházející se mimo ghetto, ale on nabídku opakovaně odmítl s odůvodněním, že nemůže opustit své děti.

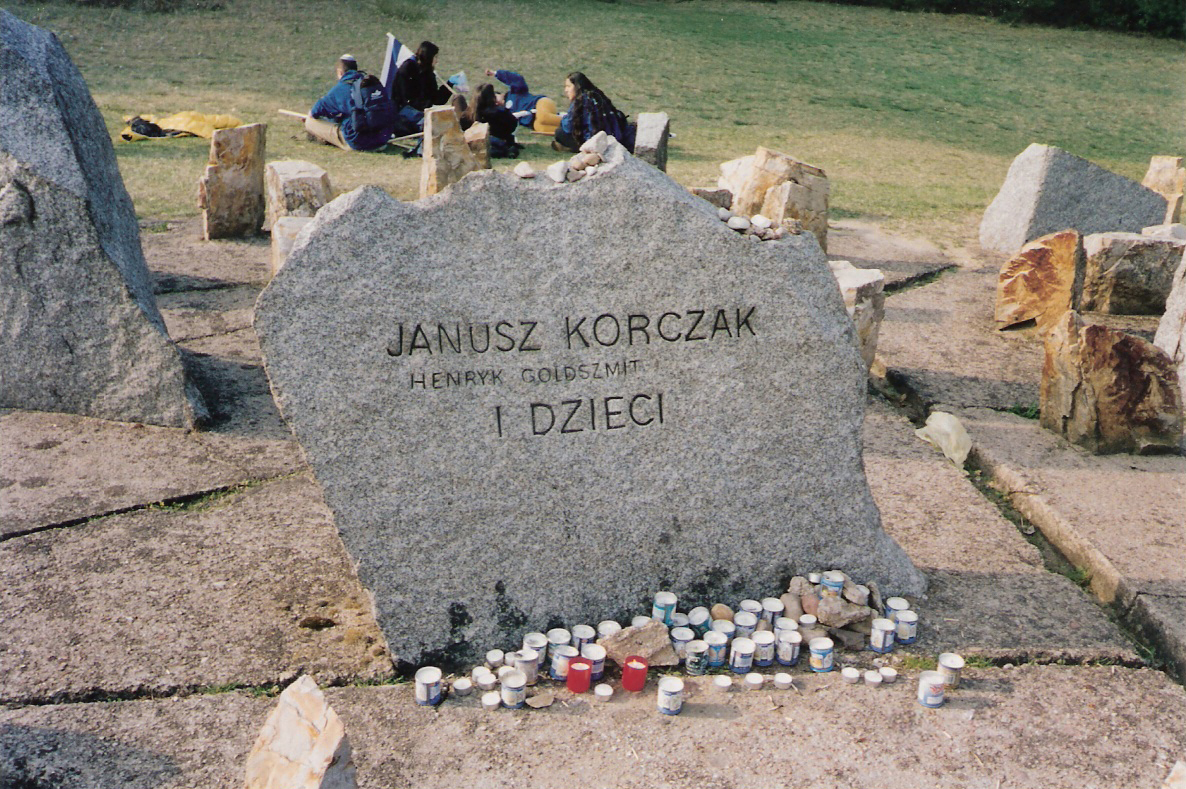
Pamětní kámen v Treblince

Existuje několik písemných svědectví o tom, jak Korczak spolu s dětmi pochodoval ze sirotčince na náměstí Umschlagplatz. Jedno z nich zaznamenal historik Emanuel Ringelblum ve svém archivu, zvaném Oneg šabat: „Toto nebyl pochod k transportu – toto byl organizovaný a bezeslovný protest proti vraždě. Děti kráčely v řadách po čtyřech. Vedl je Korczak, který hleděl kupředu, držíc dvě děti za ruku.“ Tyto události ve své autobiografické knize Pianista zachytil i Władysław Szpilman, který napsal: „[Korczak] řekl sirotkům, že jedou do přírody, a že by tedy měli být veselí. Konečně by mohli vyměnit hrozivé a dusivé hradby města za louky s květinami, potoky, v nichž se budou moci koupat, a lesy plné lesních plodů a hub. Řekl jim, aby si oblékli své nejlepší šaty, a tak vyšli na dvůr po dvou, hezky oblečení a v dobré náladě. Malý zástup vedl esesák…“.
Když na náměstí dorazili, měl přihlížející německý důstojník v Korczakovi, podle jeho přítele a spolupracovníka Igora Newerleho, rozpoznat autora své oblíbené dětské knížky Bankructwo małego Dżeka, a přál si jeho vyřazení z transportu. Korczak však nabídku odmítl a nastoupil do vlaku s dětmi. Ten je následně odvezl do vyhlazovacího tábora Treblinka, kde byli všichni 7. srpna 1942 zavražděni v plynových komorách.
Do 12. září 1942, to jest za méně než dva měsíce, německé úřady z varšavského ghetta deportovaly na 300 tisíc Židů. Celkem 265 tisíc z nich směřovalo do Treblinky, kde byli zavražděni v plynových komorách. Více než 10 tisíc Židů Němci zavraždili při deportacích a 11 850 Židů úřady poslaly do táborů na nucené práce. Po skončení první vlny deportací v polovině září 1942 zůstalo v ghettu zhruba 55 až 60 tisíc Židů.

## Památka

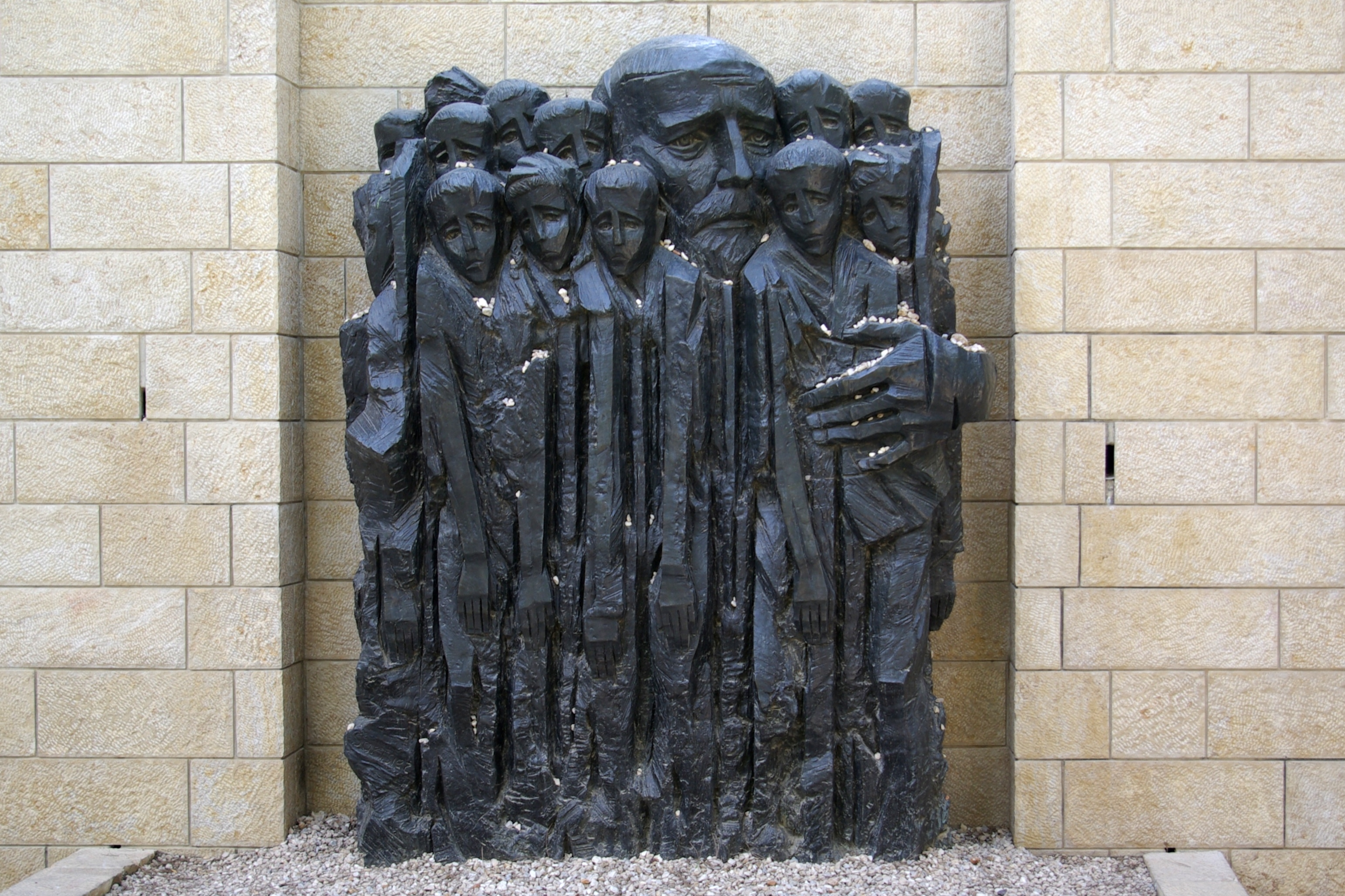
Skulptura „Janusz Korczak s dětmi“ v památníku obětí a hrdinů holocaustu Jad vašem v Izraeli

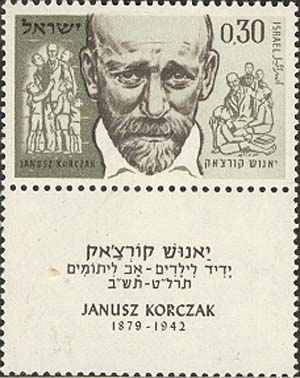
Izraelská poštovní známka věnovaná Korczakovi

V prosinci 1962 nechala izraelská vláda k uctění jeho památky vydat poštovní známku o nominální hodnotě 0,3 lir. V září 1971 byla na jeho počest pojmenována planetka 2163 Korczak. Rok 1978 vyhlásilo UNESCO u příležitosti stého výročí jeho narození „rokem Janusze Korczaka“. S Korczakem též souvisí řada ocenění. Patří mezi ně například Mezinárodní literární cena Janusze Korczaka (Janusz Korczaks International Literary Prize), která je udílena každoročně od roku 1979 za nejlepší literaturu pro mládež a o mládeži. V únoru 2013 došlo v Polsku ke zřízení Ceny za zásluhy při ochraně dětských práv (Odznaka Honorowa za Zasługi dla Ochrony Praw Dziecka), udílené za mimořádný úspěch při ochraně dětí. Na přední straně této medaile je vyobrazen Korczakův portrét.
Na jeho počest je též pojmenováno množství ulic (například v Berlíně, Hannoveru, Tel Avivu či Ramle) a škol (například v Beerševě, Bangkoku, Cincinnati či Varšavě). Korczakovi je rovněž věnováno množství památníků a soch. Patří mezi ně například skulptura „Janusz Korczak s dětmi“ od Borise Saktsiera, nacházející se v památníku obětí a hrdinů holocaustu Jad vašem v Jeruzalémě v Izraeli, několik sousoší ve Varšavě (například na židovském hřbitově v ulici Okopowa či při Paláci kultury a vědy) nebo památník v německém Günzburgu.

### Vkultuře
Kromě divadelních, operních, televizních a filmových adaptací Korczakových děl, vznikla celá řada děl jím inspirovaných či o něm pojednávajících.
V případě literatury jde například o romány Milkweed (2003) amerického spisovatele Jerry Spinelliho, Moshe en Reizele (2004) nizozemské spisovatelky Karlijn Stoffels, Once (2005) australského spisovatele Morrise Gleitzmana, Kindling (2011) italského spisovatele Alberto Valise či dětskou knížku Kingdom of the Children z knižní série The Time Tunnel izraelské spisovatelky Galily Ron-Feder Amit.
V divadelním prostředí se jedná například o muzikály Korczak (2011) britských autorů Nicka Stimsona a Chrise Williamse a Facing the wall – Janusz Korczak (1997) německých autorů Klaus-Peter Rexe a Daniela Hoffmanna či divadelní hry Dr Korczak and the Children (1957) od Erwina Sylvanuse, Korczak's Children (2003) od Jeffreyho Hatchera, Dr Korczak's Example (2001) od Davida Greiga, The Children's Republic (2008) od Eleny Khalitov, Loving Every Child: Wisdom for Parents od Sandry Joseph či The Children's Republic (2009) od Hannah Moscovitch.
Korczakův životní příběh byl rovněž několikrát zfilmován. V roce 1974 jej v německém snímku Sie sind frei, Dr. Korczak ztvárnil herec Leo Genn, v roce 1990 ho v polském filmu Korczak zahrál herec Wojciech Pszoniak. V americkém televizním filmu Vzpoura z roku 2001 o povstání ve varšavském ghettu jej ztvárnil herec Palle Granditsky. V americkém filmu Úkryt v zoo (The Zookeper's Wife) z roku 2017 jej ztvárnil herec Arnošt Goldflam.

## Dílo
Během své spisovatelské kariéry napsal 24 knih a více než 1400 dalších textů (článků, esejí, fejetonů atd.). Jako novinář se věnoval sociální a pedagogické problematice. Jeho nejvýznamnější pedagogickou tvorbu patří knihy Jak kochać dziecko z roku 1920 a Prawo dziecka do szacunku z roku 1929. Mezi jeho přední dětské knížky patří Król Maciuś Pierwszy a Król Maciuś na wyspie bezludniej, které byly obě vydány v roce 1923. Za jeho života byla přeložena pouze některá z jeho děl, a to do hebrejštiny, jidiš, angličtiny, češtiny, slovenštiny, němčiny, litevštiny, ruštiny a esperanta. Po druhé světové válce se jeho knihy dočkaly překladů do nejrůznějších jazyků.

### Fikce
- Dzieci ulicy (Varšava, 1901)
- Koszałki opałki (Varšava, 1905)
- Dziecko salonu (Varšava, 1906, druhá edice 1927) – částečně autobiografická
- Mośki, Joski i Srule (Varšava, 1910)
- Józki, Jaśki i Franki (Varšava, 1911)
- Sława (Varšava, 1913, revidovaná v letech 1935 a 1937)
- Bobo (Varšava, 1914)
- Król Maciuś Pierwszy (Varšava, 1923)
- Król Maciuś na wyspie bezludnej (Varšava, 1923)
- Bankructwo małego Dżeka (Varšava, 1924)
- Kiedy znów będę mały (Varšava, 1925)
- Senat szaleńców, humoreska ponura (Varšava, 1931)
- Kajtuś czarodziej (Varšava, 1935)

### Pedagogické knihy
- Momenty wychowawcze (Varšava, 1919, druhá edice 1924)
- Jak kochać dziecko (Varšava, 1919, druhá edice 1920 pod názvem Jak kochać dzieci)
- Prawo dziecka do szacunku (Varšava, 1929)
- Pedagogika żartobliwa (Varšava, 1939)

### Ostatní
- Pamiętnik, Varšava, 1958)
- Fragmenty Utworów (Varšava, 1935)

### Poznámka
1. ↑  Jako rok Korczakova narození je uváděn r. 1878, nebo 1879, jako datum úmrtí 5.–6. srpen 1942.[1] Nicméně udává se i datum 7. srpna 1942, které bylo v roce 2015 jako oficiální stanoveno rozhodnutím lublinského soudu (Sąd Rejonowy Lublin-Zachód).[2] O datum jeho úmrtí se vedla v Polsku soudní pře, ve které byla dokonce ve hře i verze z roku 1954, a to datum 9. května 1946.[3]
2. ↑  Nejprve žila v domě v ulici Bielańska č. 18, v roce 1881 se přestěhovala na adresu Krakowskie Przedmieście č. 77, následně o dva roky později na adresu Miodowa č. 19, a poté na adresy Náměstí Krasińskich č. 3, Nowosenatorskiej č. 6, Świętojerskiej č. 18 a Leszno č. 10.
3. ↑  Korczakův otec a prarodiče z matčiny strany, Adolf a Emilie Gębičtí (matčin hrob nebyl nalezen), jsou pohřbeni na varšavském židovském hřbitově v Okopowe ulici.[5]
4. ↑  Toto jméno má původ v knize O Janaszu Korczaku i pięknej Miecznikównie od Józefa Ignacy Kraszewského.
5. ↑  Přesné datum není známo, jelikož záznamy o transportech byly zničeny během povstání ve varšavském ghettu, ke kterému došlo následující rok.[22]
6. ↑  Některé zdroje uvádí, že deportace skončily 21. září 1942.[26][27]
7. ↑  V češtině vyšla v roce 1988 pod názvem Král Matýsek první.